# Ion Caramitru
Ion Horia Leonida Caramitru (Bukarest, 1942. március 9. – Bukarest, 2021. szeptember 5.) aromán származású román színész, színházi rendező, politikus, kulturális miniszter (1996–2000).

## Életútja
Aromán családban született 1942. március 9-én Bukarestben. Anyja a görögországi Áno Gramatikóból, apja az albániai Korçából származott. Egyik nagyapja pedig mengenoromán származású volt. 1964-ben szerzett diplomát a Színház- és Filmművészeti Intézetben. A színpadon egy évvel korábban debütált William Shakespeare Hamletjének címszerepével a Bulandra Színházban. A Bulandra Színházbeli tagsága mellett játszott a bukaresti Nemzeti Színházban és számos másikban is. Több mint 30 nagyjátékfilmben szerepelt. 1990 után külföldi filmekben kapott epizódszerepeket (Kafka, X polgártárs, Mission: Impossible, Ámen és Adam és Paul). 2005 májusában megnyerte a pályázatot a bukaresti Nemzeti Színház főigazgatói posztjára.

### Politikai pályafutása
A kommunista rezsim ellenfeleként került a politikai életbe az 1989-es romániai forradalom idején. 1989. december 22-én, miután Nicolae Ceaușescu elmenekült Bukarestből, Caramitru és Mircea Dinescu író csatlakozott a Román Televízió épületét megszálló tömeghez, és egyike volt a számos felszólalók közül, aki a forradalom győzelmét hirdette.
Kezdetben tagja volt a Nemzeti Megmentési Front Tanácsának (FSN), a Ion Iliescu körül alakult kormánynak, ahol a kultúráért volt felelős. 1990 februárjában, miután az FSN politikai párttá vált kilépett a testületből. Már a Polgári Szövetség Alapítvány tagjaként csatlakozott a Kereszténydemokrata Nemzeti Parasztpárthoz. 1996-ban Román Demokratikus Konvenció (CDR) választási szövetség, amelynek a Parasztpárt is a tagja volt, megnyerte a választásokat. 1996 és 2000 között Caramitru kulturális miniszterként tevékenykedett.
Caramitru az aromán közösség egyik jeles alakja volt, de a Romániai Arománok Közösségével (Comunitatea Aromână din România, CAR) vitába keveredett, mert szerinte az arománok a románok egyik népcsoportja, míg a CAR azért kampányolt, hogy ismerjék el őket etnikai kisebbségként.

## Díjai, elismerései
- A Brit Birodalom Rendje (OBE, 1995)[9]
- Művészetek és Irodalom Érdemrendje (Franciaország, 1997)[9]
- Nemzeti Érdemrend – nagykereszt (2000)[9]
- Románia Csillaga érdemrend – lovag (2017)[11]
- Felkelő Nap érdemrend – Arany Sugarak a Nyakszalaggal (Japán, 2017)[9][12]

## Színházi munkái

### Főbb szerepei
- Hamlet (William Shakespeare: Hamlet, dán királyfi) 1963, 1985
- Professzor (Mihail Sebastian: Névtelen csillag (Steaua fără nume)) 1964
- Eminescu (Mircea Ștefănescu: Eminescu) 1964
- Perdican (Alfred de Musset: Ne játssz a szerelemmel) 1964
- Mircea Basarab (Alexandru Davila: A vikárius (Vicarul) 1965
- Újságárus (Tennessee Williams: A vágy villamosa) 1965
- Herault (Georg Büchner: Danton halála) 1966
- Bota (Alexandru Voitin: A Horia-per (Procesul Horia)) 1967
- Rómeó (William Shakespeare: Rómeó és Júlia) 1967
- Julius Caesar (William Shakespeare: Julius Ceasar) 1968
- Malcolm (William Shakespeare: Macbeth) 1968
- Tommy (Peter Ustinov: Photo Finish) 1969
- Leonce (Georg Büchner: Leonce és Léna) 1970
- Lelio (Carlo Goldoni: A hazug) 1971, 1992
- Riccardo (Rolf Hochhuth: A helytartó) 1972
- Feste (William Shakespeare: Vízkereszt, vagy amit akartok) 1973
- Bacon (Paul Foster: I. Erzsébet) 1974
- Színész (Makszim Gorkij: Éjjeli menedékhely) 1975
- Vidini pasa (Marin Sorescu: Hideglelés (Răceala)) 1977
- Ferdinand (William Shakespeare: A vihar) 1978
- Perikles (William Shakespeare: Perikles, Tyrus hercege) 1981
- Cotrone (Luigi Pirandello: A hegyek óriásai) 1987
- Kreón (Szophoklész: Antigoné) 1993
- Jurij Zvonarjov (Alekszandr Galin: Sorry) 2003
- Rendező (Luigi Pirandello: Hat szereplő szerzőt keres) 2005
- III. Edvárd (William Shakespeare: III. Edvárd) 2008
- Macbeth (William Shakespeare: Macbeth) 2011
- Pierre (Francis Veber: Dilisek vacsorája) 2012
- Prospero (William Shakespeare: A vihar) 2014
- Viktor Rizengevics (Ivan Viripajev: UFO) 2017
- Shylock (William Shakespeare: A velencei kalmár) 2019

### Főbb rendezései
- Alekszej Arbuzov: Emlékek
- Terry Johnson: A színésznő és a relativitás (Insignificance)
- Marin Sorescu: A treia țeapă
- David Edgar: Az asztal formája (The Shape of the Table)
- David Storey: Otthon (Home)
- Lia Bugnar: Șapte dintr-o lovitură, 2008
- Arthur Miller: Édes fiaim (All My Sons), 2009
- Georges Bizet: Carmen, 2010
- Francis Veber: Dilisek vacsorája, 2012
- Neil Simon: Pletykák (Rumors), 2014
- Giuseppe Berto: Velencei névtelen (Anonimo Veneziano), 2014
- Iulian Margu: Dumnezeu se îmbracă de la second-hand, 2014[13]
- Matei Vișniec: Bohóc kerestetik (Angajare de clovn), 2016
- Theresa Rebeck: Două pe față, două pe dos (Loose Knit), 2018
- Edna Mazia: Noii infractori, 2019
- Alan Jay Lerner: My Fair Lady, 2021

## Filmjei
- Comoara din Vadul Vechi (1964)
- Akasztottak erdeje (Pădurea spînzuraților) (1965)
- Jel a glóbuszon (Diminețile unui băiat cuminte) (1967)
- Michelangelo (1968)
- Baladă pentru Măriuca (1969)
- Printre colinele verzi (1971)
- Ketten egy lányért (Despre o anume fericire) (1973)
- Robinson és a kannibálok (Il racconto della giungla) (1973, hang)
- Porțile albastre ale orașului (1974)
- Tölgy, azonnal jelentkezzen (Stejar, extremă urgență) (1974)
- Oaspeți de seară (1976)
- Casa de la miezul nopții (1976)
- Túl a hídon (Dincolo de pod) (1976)
- A bíróság elhalasztja a döntést (Instanța amînă pronunțarea) (1976)
- Trei zile și trei nopți (1976)
- Tufă de Veneția (1977)
- Marele singuratic (1977)
- Iarba verde de acasă (1977)
- Lövések holdfénynél (Împușcături sub clar de lună) (1977)
- A csend előtt (Înainte de tăcere) (1978)
- Între oglinzi paralele (1978)
- Ecaterina Teodoroiu (1978)
- Bietul Ioanide (1979)
- Am fost șaisprezece (1979)
- Regia: Liviu Ciulei (1979)
- Rug și flacără (1980)
- Ancheta (1980)
- Castelul din Carpați (1981)
- Punga cu libelule (1981)
- Iată femeia pe care o iubesc (1981)
- Egy festő tragédiája (Ștefan Luchian) (1981)
- Lumini și umbre (1981, 1. rész)
- Lumini și umbre (1982, 2. rész)
- Ca-n filme (1983)
- Galax (1984)
- Szerelmi vallomás (Declarație de dragoste) (1985)
- Promisiuni (1985)
- Întunecare (1986)
- Liceenii (1986)
- A doua variantă (1987)
- Extemporal la dirigenție (1988)
- Jute City (1991, tv-sorozat, három epizódban)
- Kafka (1991)
- A Question of Guilt (1993)
- An Exchange of Fire (1993, tv-sorozat, két epizódban)
- X polgártárs (Citizen X) (1995)
- Kettős halál (Two Deaths) (1995)
- Mission: Impossible (1996)
- Deep Secrets (1996)
- Ámen (Amen.) (2002)
- Adam és Paul (Adam & Paul) (2004)
- Two Point Five Billion (2008, rövidfilm)
- Halálos szerelem (The Necessary Death of Charlie Countryman) (2013)
- O poveste de dragoste, Lindenfeld (2013)
- Vorbe, Vorbe, Vorbe (2014)
- Herman: The Man Behind the Terror (2016)
- A Moromete család: Új idők hajnalán (Moromete Family: On the Edge of Time / Moromeții 2) (2018)
- Cufărul (2019)